# Vuelta a España 2015
Vuelta a España 2015, även kallad Spanien runt 2015, var den 70:e upplagan av cykeltävlingen Vuelta a España. Tävlingen startade den 22 augusti i Puerto Banús och avslutades den 13 september i Madrid, med en total sträcka på 3 358,1 km över 21 etapper. Touren var den 22:a tävlingen (av totalt 28 tävlingar) i UCI World Tour 2015.

## Deltagande lag
Alla 17 UCI World Tour-lag blev inbjudna och var förpliktigade att delta i tävlingen. Fem pro-kontinentallag blev inbjudna till tävlingen.
Bokstäverna inom parenteser avser lagens UCI-kod under denna tävling.
UCI World Tour-lag
- AG2R La Mondiale
- Astana
- BMC Racing Team
- Cannondale–Garmin
- Etixx–Quick-Step
- FDJ
- Team Giant-Alpecin
- IAM Cycling
- Lampre–Merida
- Lotto–Soudal
- LottoNL–Jumbo
- Movistar Team
- Orica–GreenEDGE
- Team Katusha
- Team Sky
- Tinkoff–Saxo
- Trek Factory Racing

UCI Professional Continental-lag
- Caja Rural–Seguros RGA
- Cofidis
- Colombia
- MTN–Qhubeka
- Team Europcar